# The Reward of the Faithless
The Reward of the Faithless is een Amerikaanse dramafilm uit 1917 onder regie van Rex Ingram.

## Verhaal
Guido Campanelli trouwt met prinses Dione voor het geld. Samen met zijn vriendin Anna bekokstooft hij een complot om de prinses uit de weg te ruimen. Ze denken dat ze in hun opzet zijn geslaagd, maar de prinses is enkel schijndood. Ze wordt uit het graf gered door haar vriend Feodor Strogoff. Als ze later een bezoek brengt aan Guido, denkt hij dat hij een geest ziet. Hij springt uit angst van een klif en sterft.

## Rolverdeling
| Acteur          | Personage          |
| --------------- | ------------------ |
| Claire Du Brey  | Prinses Dione      |
| Betty Schade    | Anna               |
| Wedgwood Nowell | Guido Campanelli   |
| Nicholas Dunaew | Feodor Strogoff    |
| Dick La Reno    | Prins Paul Ragusin |
| William Dyer    | Peter Vlasoff      |
| Yvette Mitchell | Anna Vlasoff       |
| J. Edwin Brown  | Karl               |
| Bill Rathbone   | Kreupele           |